# Timo Teniste
Timo Teniste (Tartu, 27 ottobre 1985) è un allenatore di calcio ed ex calciatore estone, di ruolo centrocampista.

## Carriera

### Club
Teniste cominciò la carriera con la maglia del Tammeka Tartu, per poi passare al Trans Narva. Tornò successivamente al Tammeka Tartu, per poi accordarsi con il Quattromed nel corso del 2010. Nel 2013, venne ingaggiato dal Santos Tartu.
Il Santos Tartu, militante nella terza divisione del campionato estone, raggiunse la finale dell'Eesti Karikas 2013-2014. La squadra affrontò il Levadia Tallinn, formazione già qualificata per la Champions League 2014-2015: nonostante la sconfitta, quindi, il Santos Tartu poté prendere parte al primo turno di qualificazione all'Europa League 2014-2015.

### Nazionale
Teniste giocò una partita per la Estonia under 21: il 16 agosto 2006, infatti, fu titolare nella sconfitta per 0-5 contro la Norvegia, in amichevole. Il 17 novembre 2007, debuttò nella Nazionale maggiore, subentrando a Martin Reim nella vittoria per 0-2 sul campo di Andorra. La seconda presenza arrivò nel 2011, in occasione di un'amichevole contro la Turchia.